# Ononis pendula
Ononis pendula är en ärtväxtart som beskrevs av René Louiche Desfontaines. Ononis pendula ingår i släktet puktörnen, och familjen ärtväxter.

## Underarter
Arten delas in i följande underarter:
- O. p. broussonetii
- O. p. munbyi
- O. p. pendula

## Bildgalleri

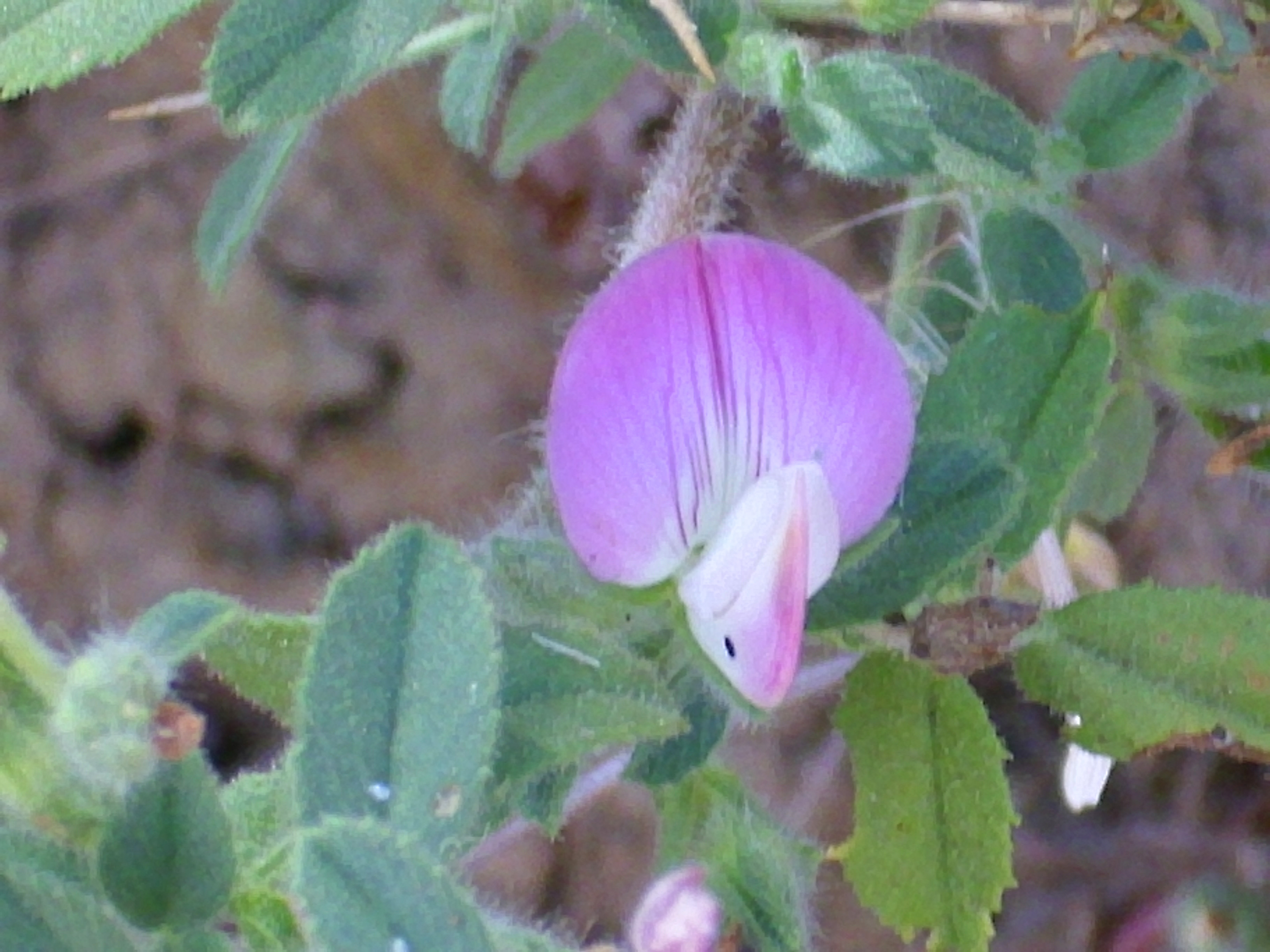
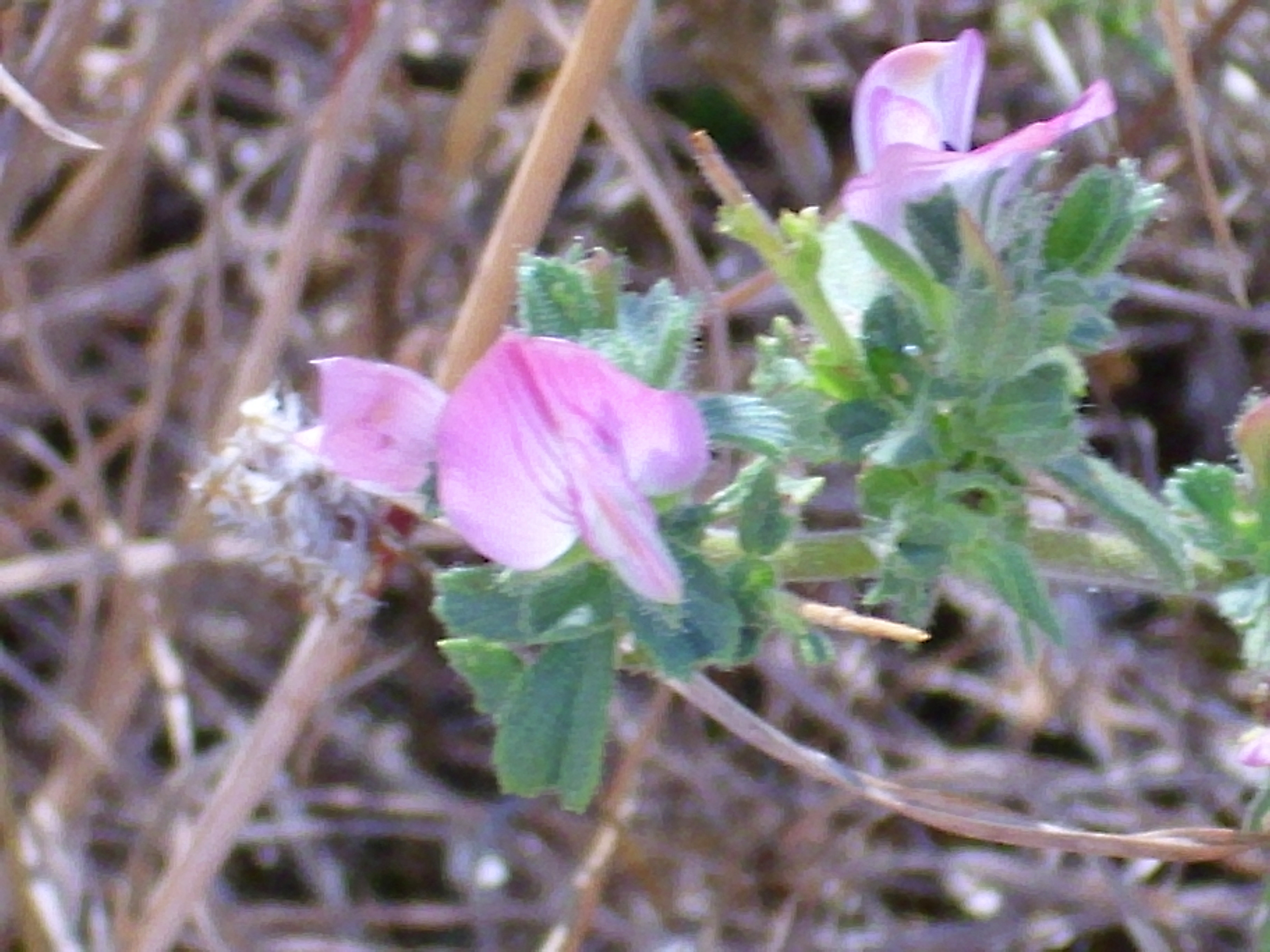
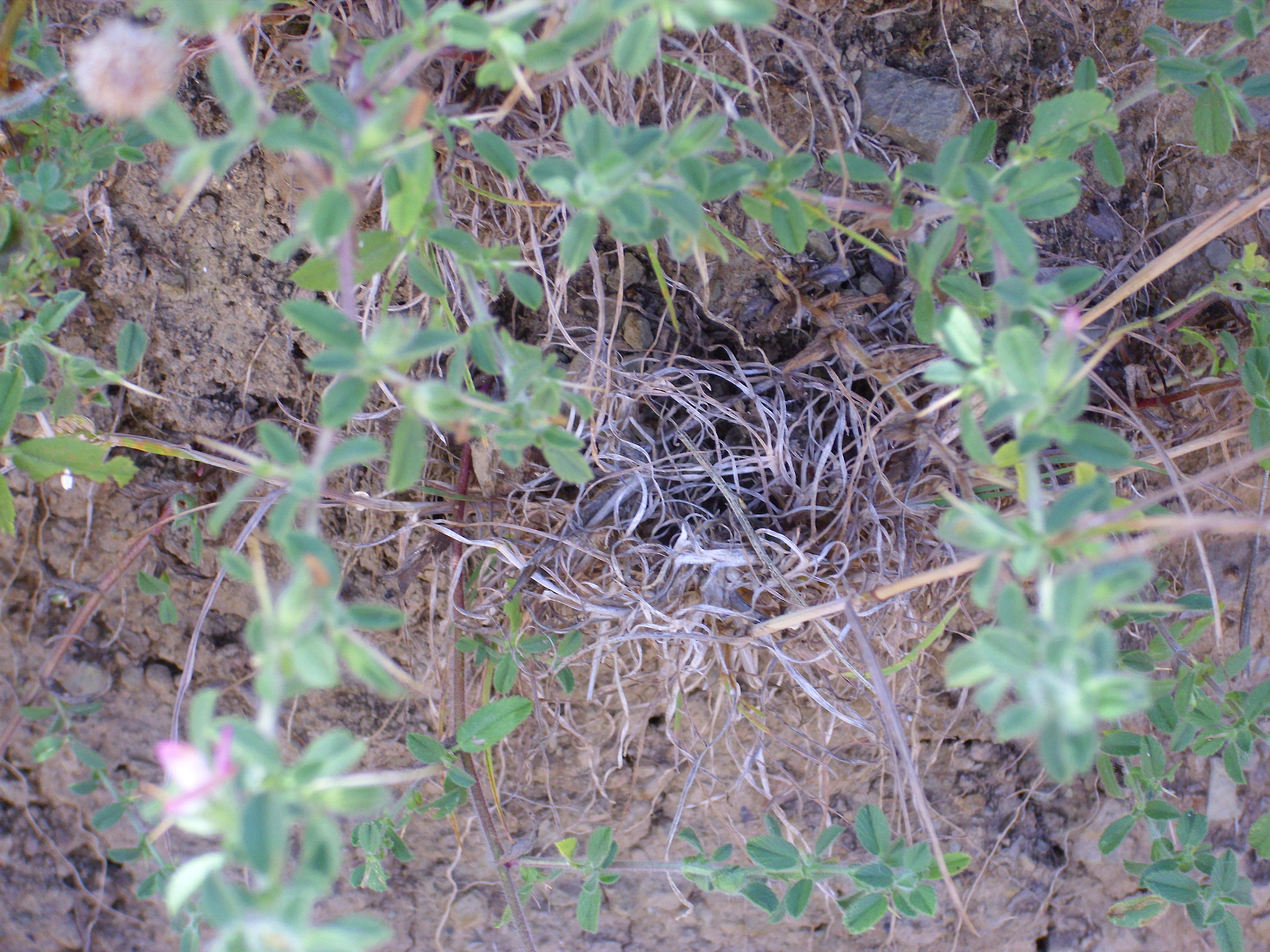